# Marie Curie
Marie Skłodowska-Curie, nascida Maria Salomea Skłodowska (Varsóvia, 7 de novembro de 1867 — Passy, 4 de julho de 1934), foi uma física e química polonesa naturalizada francesa, que conduziu pesquisas pioneiras sobre radioatividade. Foi a primeira mulher a ganhar o Prêmio Nobel, sendo também a primeira pessoa e a única mulher a ganhá-lo duas vezes, além de ser a única pessoa a ter ganhado o Prêmio Nobel em dois campos científicos diferentes. Teve papel fundamental no legado da família Curie, de cinco prêmios Nobel. Também foi a primeira mulher a se tornar professora na Universidade de Paris e, em 1995, se tornou a primeira mulher a ser sepultada por seus próprios méritos no Panteão de Paris.
Nascida em Varsóvia, no que era então o Reino da Polônia, parte do Império Russo, ela estudou na clandestina Universidade Volante de Varsóvia e iniciou seu treinamento científico prático na mesma cidade. Em 1891, aos 24 anos, seguiu sua irmã mais velha, Bronisława, para estudar em Paris, onde obteve seus diplomas superiores e conduziu seus trabalhos científicos subsequentes. Ela compartilhou o Prêmio Nobel de Física de 1903 com seu marido, Pierre Curie, e com o físico Henri Becquerel. Ela também ganhou o Prêmio Nobel de Química de 1911.
Suas realizações incluem o desenvolvimento da teoria da "radioatividade" (um termo que ela cunhou), técnicas para isolar isótopos radioativos e a descoberta de dois elementos químicos, o polônio e o rádio. Sob sua direção, foram conduzidos os primeiros estudos para o tratamento de neoplasias usando isótopos radioativos. Ela fundou o Instituto Curie em Paris e sua contraparte em Varsóvia, que continuam sendo grandes centros de pesquisa médica. Durante a Primeira Guerra Mundial, ela desenvolveu unidades de radiografia móvel para fornecer serviços de raio-X a hospitais de campanha.
Apesar de ter-se tornado uma cidadã francesa, Marie Skłodowska-Curie, que usava os dois sobrenomes, nunca perdeu o senso de identidade polonesa. Ela ensinou às filhas a língua polonesa e as levava em visitas à Polônia. Ela nomeou o primeiro elemento químico que descobriu, o polônio, em homenagem ao seu país natal. Marie Curie morreu em 1934, aos 66 anos, em um sanatório em Sancellemoz (Alta Saboia), na França, de anemia aplástica, causada por exposição à radiação durante sua pesquisa científica e seu trabalho radiológico em hospitais de campanha durante a Primeira Guerra Mundial.

## Vida

### Primeiros anos

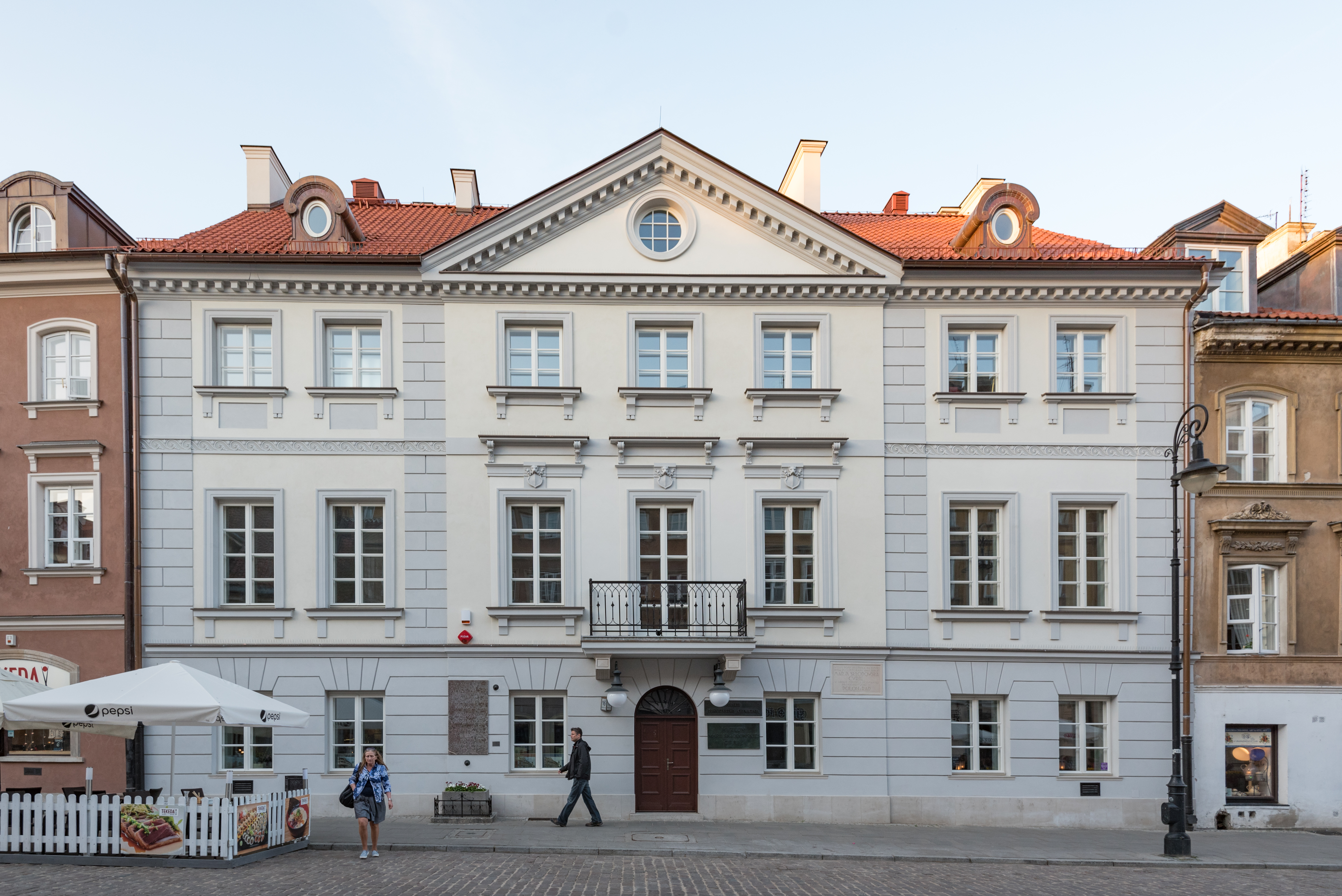
Local de nascimento, ulica Freta 16, Varsóvia

Marie Skłodowska nasceu em Varsóvia, na Polônia do Congresso do Império Russo, em 7 de novembro de 1867, a quinta e mais nova dentre os filhos dos conhecidos professores Bronisława e Władysław Skłodowski. Os irmãos mais velhos de Marie (cujo apelido era Mania) eram Zofia (nascida em 1862, apelidada de Zosia), Jósef (nascido em 1863, apelidado de Józio), Bronisława (nascida em 1865, apelidada de Bronia) e Helena (nascida em 1866, apelidada de Hela).
Tanto no lado paterno quanto no materno, a família perdeu suas propriedades e fortúnio devido a envolvimentos patrióticos em levantes nacionais poloneses que buscavam restaurar a independência da Polônia (o mais recente foi a Revolta de Janeiro, de 1863 a 1865). Isto condenou a geração subsequente, incluindo Marie e seus irmãos mais velhos, a uma difícil luta para progredir na vida.
Władysław Skłodowski ensinou matemática e física, disciplinas em que Marie viria a se especializar, e também foi diretor de dois ginásios (escolas secundárias) para meninos, em Varsóvia. Depois que as autoridades russas eliminaram as aulas em laboratório das escolas polonesas, ele trouxe grande parte do equipamento para casa e instruiu seus filhos em como usá-los. Ele acabou sendo demitido por seus supervisores russos, devido aos seus sentimentos pró-poloneses, e foi forçado a assumir cargos com salários mais baixos; a família também perdeu dinheiro com um investimento ruim e acabou optando por complementar sua renda alojando meninos em casa.

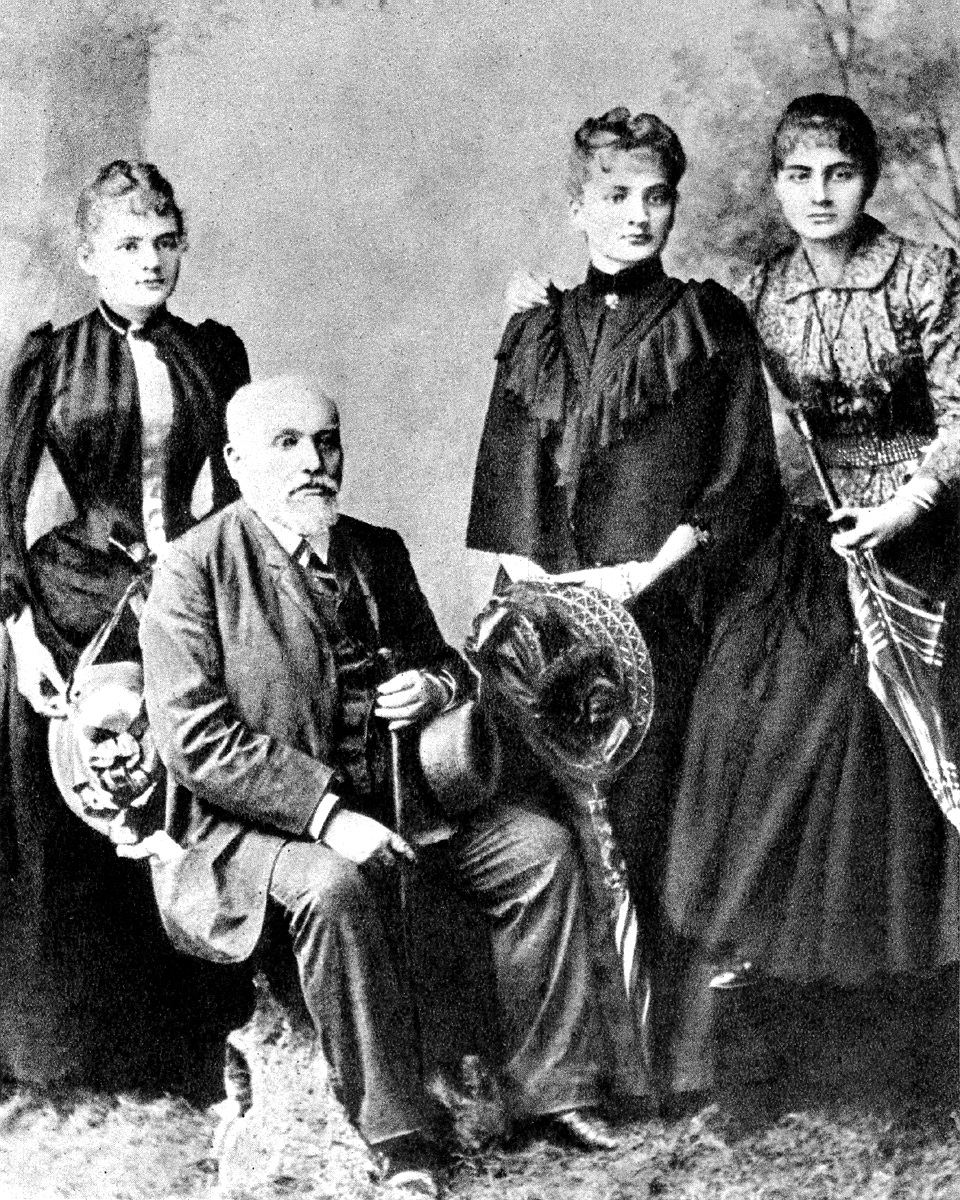
Władysław Skłodowski e as filhas (da esquerda) Maria, Bronisława e Helena, 1890

A mãe de Marie, Bronisława, administrava um prestigiado internato para meninas, em Varsóvia; ela renunciou ao cargo depois que Maria nasceu. Morreu de tuberculose em maio de 1878, quando Maria tinha dez anos. Menos de três anos antes, a irmã mais velha de Maria, Zofia, havia morrido de tifo contraído de um pensionista. O pai de Maria era ateu; sua mãe, uma católica devota. As mortes da mãe e da irmã de Maria fizeram com que ela abandonasse o catolicismo e se tornasse agnóstica.

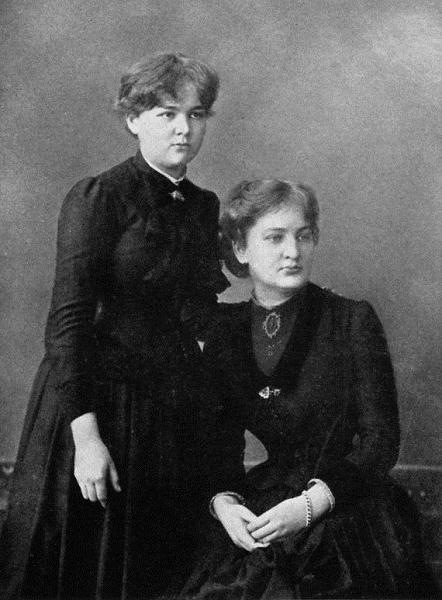
Maria (esquerda), irmã Bronisława, c. 1886

Quando tinha dez anos, Maria começou a frequentar o internato de J. Sikorska; em seguida, frequentou um ginásio para meninas, no qual se formou em 12 de junho de 1883, com uma medalha de ouro. Após um colapso, possivelmente devido à depressão, ela passou o ano seguinte no campo com parentes do pai e, no ano posterior, permaneceu com o pai em Varsóvia, onde recebeu aulas de um tutor. Incapazes de se matricularem em uma instituição regular de ensino superior por serem mulheres, ela e sua irmã Bronisława se envolveram com a clandestina Universidade Volante (às vezes traduzida como Universidade Flutuante ou Voadora), uma instituição patriótica polonesa de ensino superior que admitia estudantes mulheres.

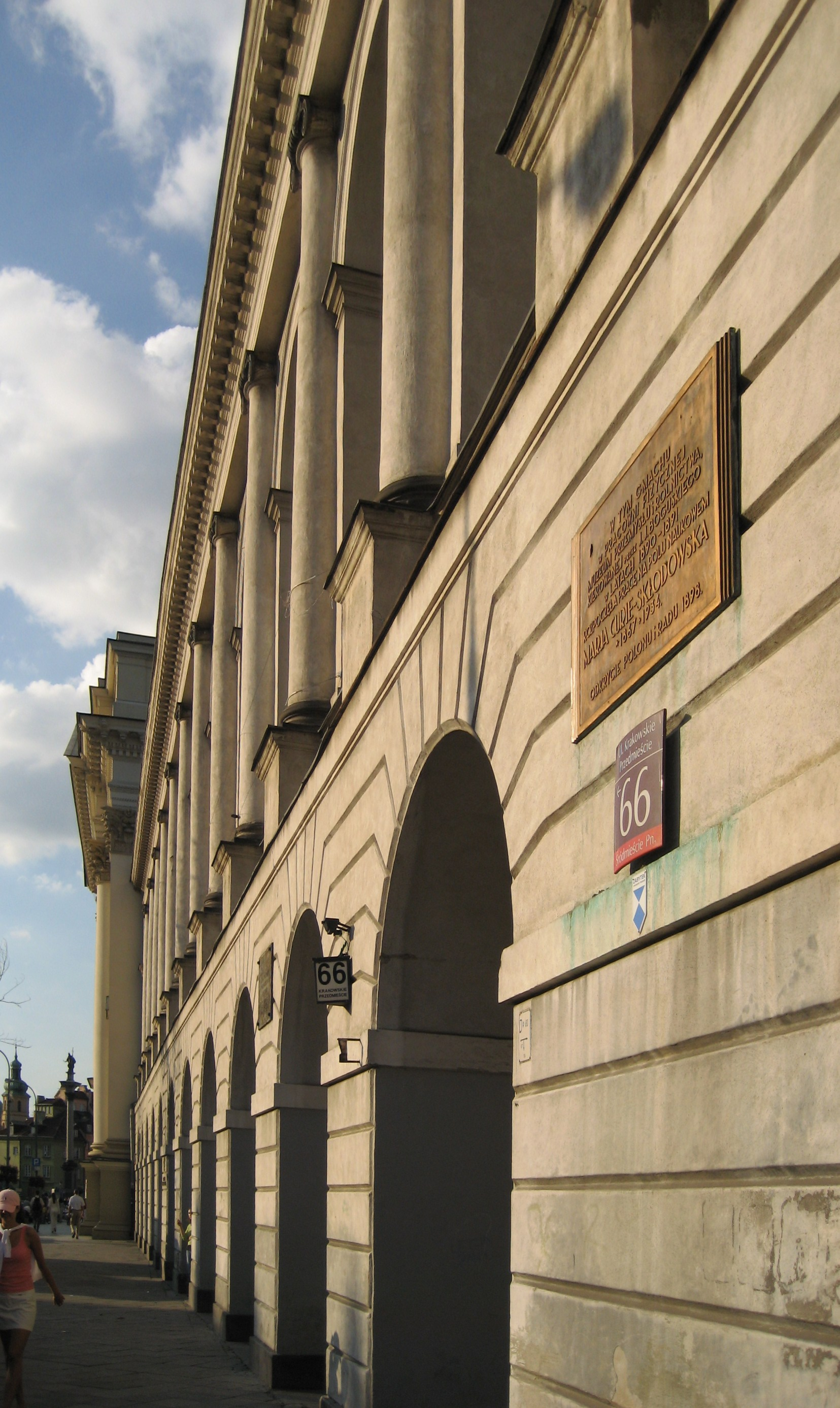
Krakowskie Przedmiescie 66, Varsóvia: aqui Maria fez seu primeiro trabalho científico, 1890-91

Maria fez um acordo com Bronisława, de que daria assistência financeira à irmã enquanto ela realizava seus estudos médicos em Paris, em troca de assistência semelhante dois anos depois. Em conexão com isso, Maria assumiu uma posição de governanta: primeiro como professora particular em Varsóvia e, depois, por dois anos como governanta em Szczuki, com a família Żorawskis, que eram parentes de seu pai. Enquanto trabalhava para os Żorawskis, ela se apaixonou pelo filho da família, Kazimierz Żorawski, um futuro eminente matemático. Seus pais rejeitaram a ideia de ele se casar com uma parente empobrecida e Kazimierz não conseguiu se opor a eles. O fim do relacionamento entre Maria e Żorawski foi trágico para ambos. Ele logo obteve um doutorado e seguiu uma carreira acadêmica como matemático, tornando-se professor e reitor da Universidade Jaguelônica. Mesmo assim, já velho e professor de matemática na Politécnica de Varsóvia, ele se sentava contemplativamente diante da estátua de Maria Skłodowska que havia sido erguida em 1935 no Instituto do Rádio, que ela havia fundado em 1932.
No início de 1890, Bronisława – que alguns meses antes havia se casado com Kazimierz Dłuski, médico polonês e ativista social e político – convidou Maria para se juntar a eles em Paris. Maria recusou porque não podia pagar as mensalidades da universidade; ela levaria mais um ano e meio para reunir os fundos necessários. Ela foi ajudada pelo pai, que novamente conseguira garantir uma posição mais lucrativa. Todo esse tempo ela continuou a se educar, lendo livros, trocando cartas e instruindo-se. No início de 1889, Maria voltou para a casa do pai, em Varsóvia. Ela continuou trabalhando como governanta e permaneceu lá até o final de 1891. Ela estudou na Universidade Volante e iniciou seu treinamento científico prático (1890 a 1891) em um laboratório de química no Museu de Indústria e Agricultura, localizado na Krakowskie Przedmieście, número 66, perto da Cidade Velha de Varsóvia. O laboratório era dirigido por seu primo Józef Boguski, que fora assistente do químico russo Dmitri Mendeleiev, em São Petersburgo.

### Nova vida em Paris
No final de 1891, ela deixou a Polônia para ir para a França. Em Paris, Maria (ou Marie, como seria conhecida na França) alojou-se brevemente com sua irmã e cunhado, antes de alugar um sótão mais próximo da universidade, no Quartier Latin. Ela prosseguiu com seus estudos de física, química e matemática na Universidade de Paris, onde se matriculou. Por essa época, ela sobrevivia com escassos recursos; durante os invernos frios, mantinha-se quente ao vestir todas as roupas que possuía. Ela se concentrou tanto em seus estudos que às vezes se esquecia de comer.
Marie estudava durante o dia e dava aulas particulares à noite, mal conseguindo se sustentar. Em 1893, formou-se em física e começou a trabalhar em um laboratório industrial do professor Gabriel Lippmann. Enquanto isso, ela continuou estudando na Universidade de Paris e, com a ajuda de uma bolsa, conseguiu um segundo diploma em 1894.
Skłodowska iniciou sua carreira científica em Paris com uma pesquisa sobre as propriedades magnéticas de vários tipos de aço, encomendada pela Sociedade para o Incentivo à Indústria Nacional. Nesse mesmo ano, Pierre Curie entrou em sua vida; foi o interesse mútuo pelas ciências naturais que os uniu. Pierre Curie era instrutor na Escola Superior de Física e Química Industriais de Paris (ESPCI). Eles foram apresentados pelo físico polonês Józef Wierusz-Kowalski, que soube que ela estava procurando um espaço maior para o seu laboratório, algo que Wierusz-Kowalski achou que Pierre Curie poderia oferecer. Embora Curie não tivesse um grande laboratório, ele conseguiu encontrar um espaço para Skłodowska, onde ela começou a trabalhar.
A paixão mútua pela ciência os aproximava cada vez mais e eles começaram a desenvolver sentimentos recíprocos. Por fim, Pierre Curie propôs casamento a Marie, mas, a princípio, ela não aceitou pois ainda planejava voltar ao seu país natal. Curie, no entanto, declarou que estava pronto para se mudar com ela para a Polônia, mesmo que isso significasse ser reduzido ao trabalho de professor de francês. Enquanto isso, nas férias de verão de 1894, Skłodowska retornou à Varsóvia, onde visitou sua família. Ela ainda estava trabalhando com a ilusão de que seria capaz de trabalhar em seu campo de especialidade na Polônia, mas foi-lhe negada uma vaga na Universidade Jaguelônica porque ela era mulher. Uma carta de Pierre Curie convenceu-a a voltar a Paris, para realizar um doutorado. Por insistência de Skłodowska, Curie havia escrito sua pesquisa sobre magnetismo e recebeu seu próprio doutorado em março de 1895; ele também foi promovido a professor na ESPCI. Uma piada contemporânea dizia que Skłodowska fora "a maior descoberta de Pierre".
Em 26 de julho de 1895, eles se casaram em Sceaux, Sena; nenhum dos dois quis uma cerimônia religiosa. A roupa azul escura de Marie, usada no lugar de um vestido de noiva, serviria por muitos anos como roupa de laboratório. Eles compartilhavam dois passatempos: longas viagens de bicicleta e viagens ao exterior, o que os aproximou ainda mais. Em Pierre, Marie havia encontrado um novo amor, um parceiro e um colaborador científico em quem podia confiar.

### Novos elementos

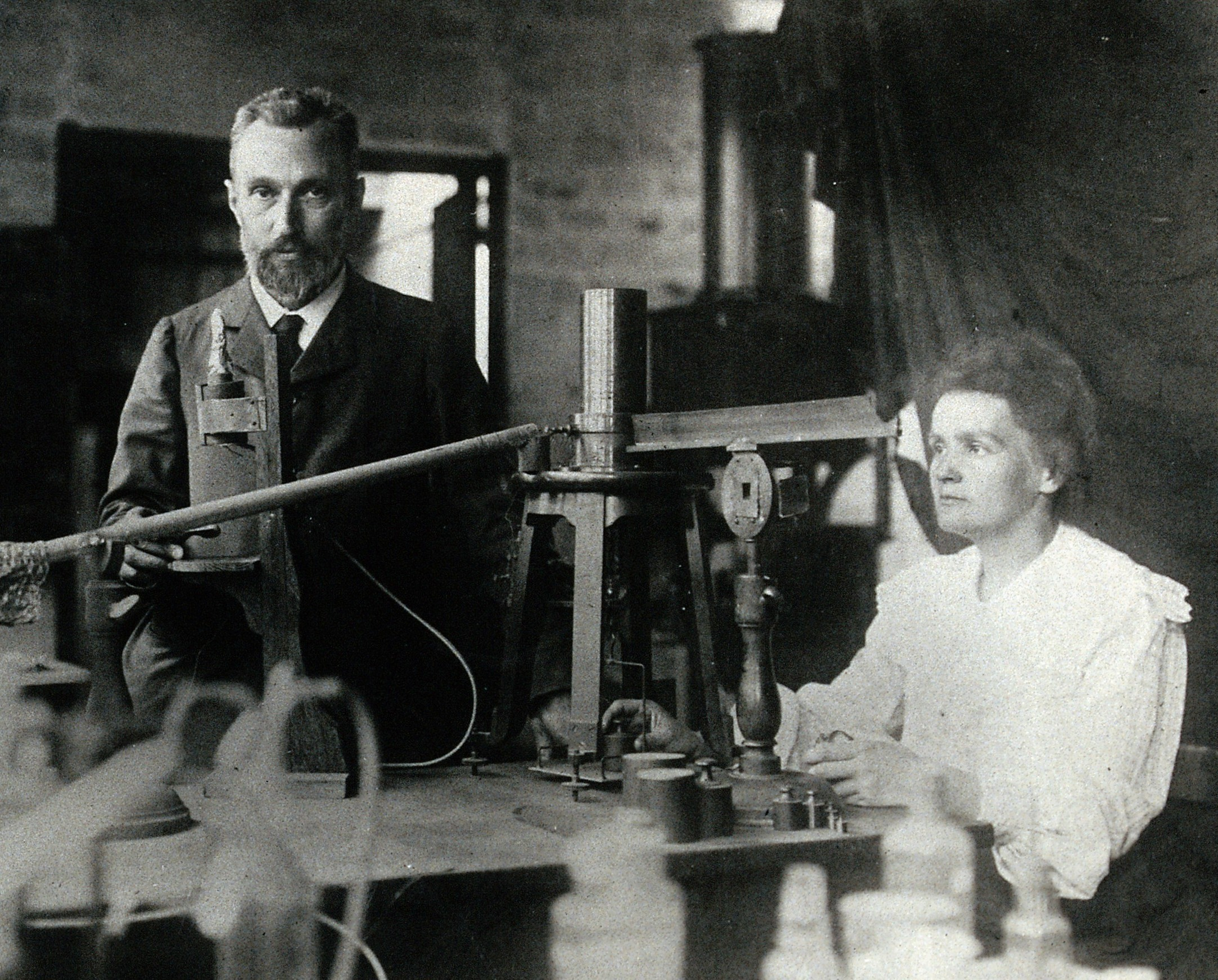
Pierre e Marie Curie no laboratório, c. 1904

Em 1895, Wilhelm Roentgen descobriu a existência dos raios-X, embora o mecanismo por trás de sua produção tenha permanecido desconhecido. Em 1896, Henri Becquerel descobriu que sais de urânio emitem raios que se assemelham aos raios-X em seu poder penetrante. Ele demonstrou que essa radiação, diferentemente da fosforescência, não dependia de uma fonte externa de energia, mas parecia surgir espontaneamente do próprio urânio. Influenciada por essas duas importantes descobertas, Curie decidiu considerar os raios de urânio como um possível campo de pesquisa para uma tese.
Ela usou uma técnica inovadora para investigar amostras. Quinze anos antes, seu marido e o irmão deste haviam desenvolvido uma versão do eletrômetro, um dispositivo sensível para medir a carga elétrica. Usando o eletrômetro do marido, ela descobriu que os raios de urânio faziam com que o ar em torno de uma amostra conduzisse eletricidade. Usando essa técnica, seu primeiro resultado foi descobrir que a atividade dos compostos de urânio dependia apenas da quantidade de urânio presente. Ela levantou a hipótese de que a radiação não era o resultado da interação de moléculas, mas seria proveniente do próprio átomo. Essa hipótese foi um passo importante para refutar a suposição de que os átomos eram indivisíveis.
Em 1897, sua filha Irène nasceu. Para ajudar no sustento da família, Marie Curie começou a lecionar na Escola Normal Superior de Paris. Os Curies não tinham um laboratório exclusivo; a maior parte de suas pesquisas foi realizada em um galpão convertido ao lado da ESPCI. O galpão, anteriormente uma sala de dissecação da faculdade de medicina, era pouco ventilado e nem sequer era à prova d'água. O casal também não tinha conhecimento dos efeitos deletérios da exposição à radiação, em seu trabalho contínuo e desprotegido com substâncias radioativas. A ESPCI não patrocinou a pesquisa de Marie, mas ela receberia subsídios de empresas metalúrgicas e de mineração e de várias organizações e governos.
Os estudos sistemáticos de Curie incluíram dois minerais de urânio, pechblenda e torbernita (também conhecido como calcolita). Seu eletrômetro mostrou que a pechblenda era quatro vezes mais ativa que o próprio urânio e a calcolita duas vezes mais ativa. Ela concluiu que, se seus resultados anteriores, relacionando a quantidade de urânio à sua atividade, estavam corretos, esses dois minerais deveriam conter pequenas quantidades de outra substância que era muito mais ativa que o urânio. Ela iniciou uma busca sistemática por substâncias adicionais que emitem radiação e, em 1898, descobriu que o elemento tório também era radioativo. Pierre Curie ficou cada vez mais intrigado com o trabalho da esposa. Em meados de 1898, ele estava tão investido nele que decidiu abandonar seu trabalho em cristais e se juntar a ela.
A ideia [da pesquisa] era dela; ninguém a ajudou a formulá-la e, embora ela aceitasse a opinião do marido, ela claramente estabeleceu se tratar de um projeto seu. Mais tarde, ela registrou o fato duas vezes na biografia que escreveu sobre o marido, para garantir que não houvesse qualquer possibilidade de ambiguidade. É provável que já neste estágio inicial de sua carreira [ela] tenha percebido que ... muitos cientistas achariam difícil acreditar que uma mulher possa ser capaz do trabalho original em que estava envolvida.

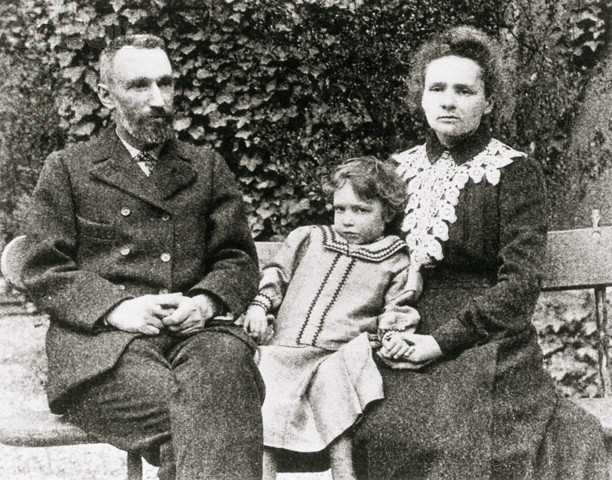
Pierre, Irène e Marie Curie, c. 1902

Ela estava ciente da importância de publicar prontamente suas descobertas e, assim, estabelecer sua precedência. Se Becquerel, dois anos antes, não tivesse apresentado sua descoberta à Académie des Sciences no dia seguinte à sua realização, o crédito pela descoberta da radioatividade (e até mesmo do Prêmio Nobel) teria ido para Silvanus Thompson. Curie escolheu o mesmo meio rápido de publicação. Seu artigo, apresentando um relato breve e simples de seu trabalho, foi apresentado à Academia em 12 de abril de 1898, por seu ex-professor, Gabriel Lippmann. Contudo, assim como Thompson havia sido derrotado por Becquerel, Curie foi derrotada na corrida para demonstrar que o tório emite raios da mesma maneira que o urânio; dois meses antes, Gerhard Carl Schmidt publicara sua própria descoberta em Berlim.
Naquela época, ninguém mais no mundo da física notou o que Curie registrou em uma frase de seu artigo, descrevendo o quanto as atividades da pechblenda e da calcolita eram maiores que as do próprio urânio: "O fato é muito notável e leva à crença de que esses minerais podem conter um elemento muito mais ativo que o urânio". Mais tarde, ela lembraria como sentia "um desejo apaixonado de verificar essa hipótese o mais rápido possível". Em 14 de abril de 1898, os Curies pesaram de maneira otimista uma amostra de cem gramas de pechblenda e a moeram com um pilão e almofariz. Na época eles não sabiam que o que estavam procurando estava presente em quantidades tão pequenas que seria necessário processar toneladas de minério.
Em julho de 1898, Curie e seu marido publicaram um documento conjunto anunciando a existência de um elemento chamado "polônio", batizado em homenagem à sua Polônia natal, que por mais vinte anos permaneceria dividida entre três impérios (Russo, Austríaco e Prussiano). Em 26 de dezembro de 1898, os Curies anunciaram a existência de um segundo elemento, denominado "rádio", da palavra latina "raio". No decorrer de suas pesquisas, eles também cunharam a palavra "radioatividade".
Para provar cabalmente suas descobertas, os Curies procuraram isolar o polônio e o rádio na forma pura. A pechblenda é um mineral complexo; a separação química de seus constituintes era uma tarefa árdua. A descoberta do polônio tinha sido relativamente fácil; quimicamente, lembra o elemento bismuto, e o polônio era a única substância semelhante ao bismuto no minério. O rádio, no entanto, era mais esquivo; quimicamente, está intimamente relacionado ao bário, e a pechblenda contém os dois elementos. Em 1898, os Curies obtiveram traços de rádio, mas quantidades consideráveis, não contaminadas com bário, ainda estavam além do seu alcance.

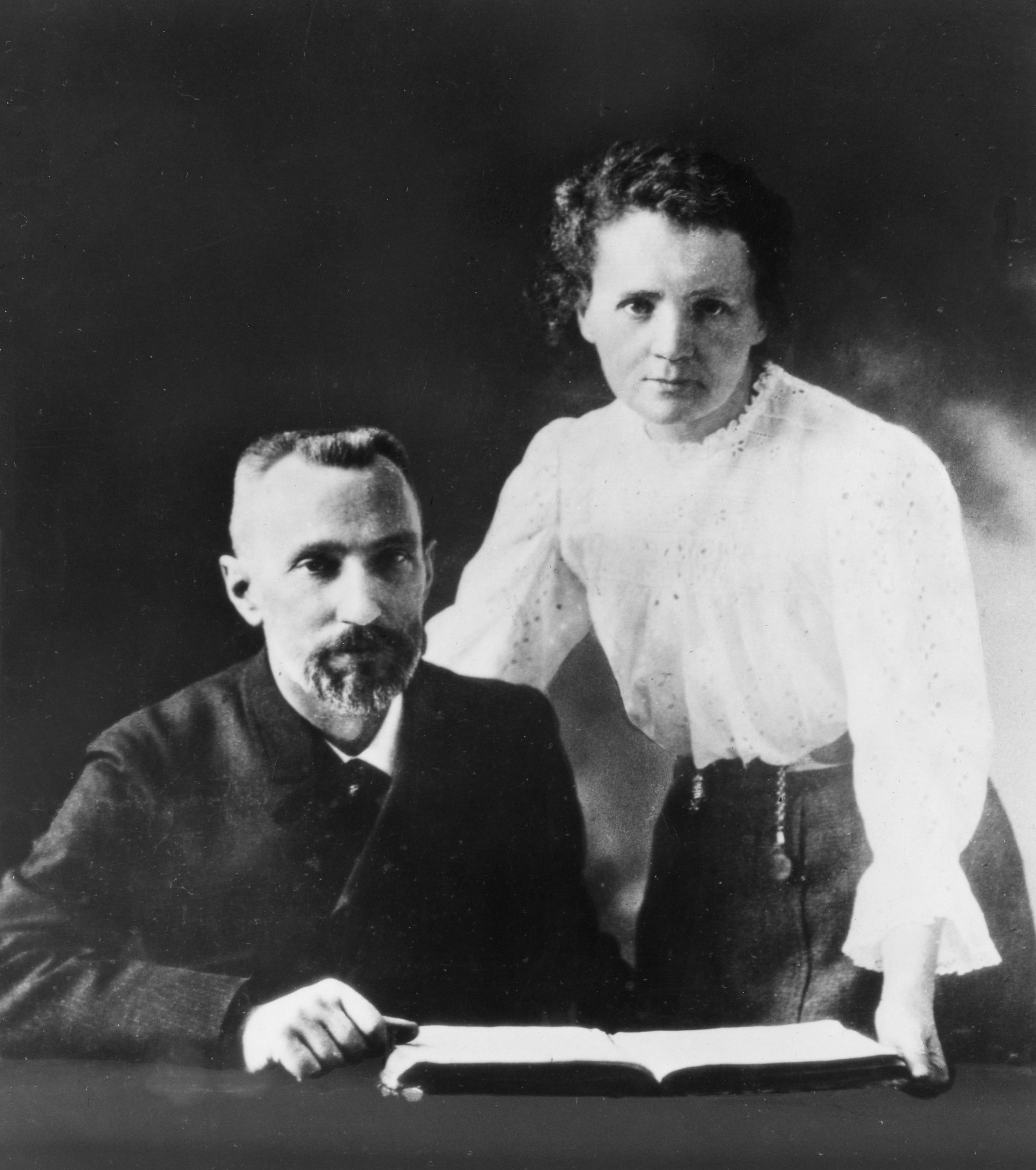
Pierre e Marie Curie, c. 1903

Os Curies empreenderam a árdua tarefa de separar o sal de rádio por cristalização diferencial. De uma tonelada de pechblenda, um décimo de grama de cloreto de rádio foi separado em 1902. Em 1910, ela isolou o metal puro de rádio. Ela nunca conseguiu isolar o polônio, que tem uma meia-vida de apenas 138 dias.
Entre 1898 e 1902, os Curies publicaram, em conjunto ou separadamente, um total de 32 artigos científicos, incluindo um que anunciava que, quando expostas ao rádio, células doentes formadoras de tumores eram destruídas mais rapidamente do que células saudáveis.
Em 1900, Curie tornou-se a primeira mulher docente da Escola Normal Superior e seu marido ingressou na faculdade da Universidade de Paris. Em 1902, ela visitou a Polônia por ocasião da morte de seu pai.
Em junho de 1903, supervisionada por Gabriel Lippmann, Curie recebeu seu doutorado na Universidade de Paris. Naquele mês, o casal foi convidado à Royal Institution, em Londres, para fazer um discurso sobre radioatividade; sendo mulher, ela foi impedida de falar, e Pierre Curie discursou sozinho. Enquanto isso, uma nova indústria começou a se desenvolver, baseada no rádio. Os Curies não patentearam sua descoberta e se beneficiaram pouco com esse negócio cada vez mais lucrativo.

### Prêmios Nobel

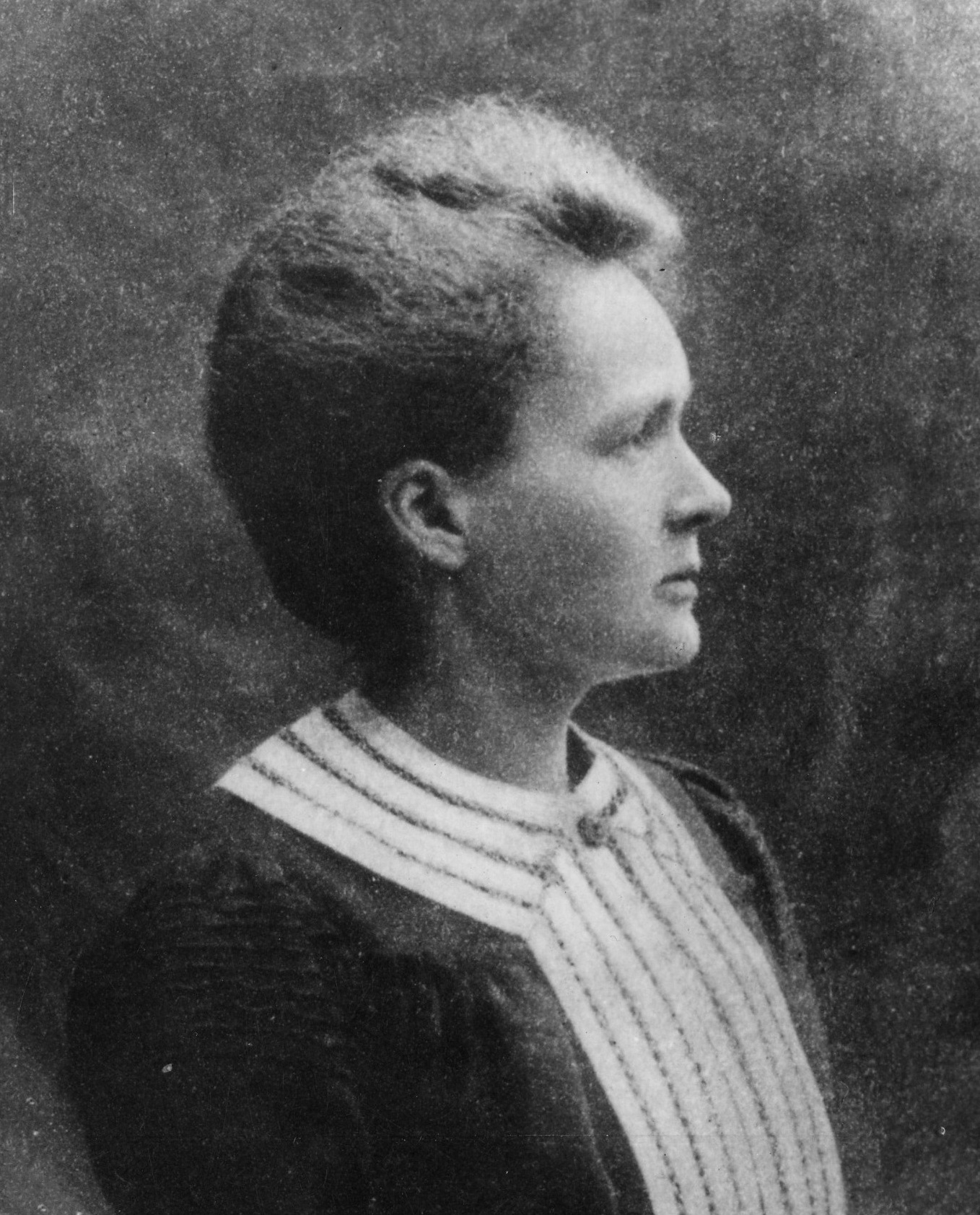
Retrato de Curie para o Prêmio Nobel de 1903

Em dezembro de 1903, a Academia Real Sueca de Ciências concedeu a Pierre Curie, Marie Curie e Henri Becquerel o Prêmio Nobel de Física, "em reconhecimento aos serviços extraordinários que prestaram por suas pesquisas conjuntas sobre os fenômenos de radiação descobertos pelo professor Henri Becquerel". Inicialmente, o comitê pretendia homenagear apenas Pierre Curie e Henri Becquerel, mas um membro do comitê e defensor de mulheres cientistas, o matemático sueco Magnus Gösta Mittag-Leffler, alertou Pierre sobre a situação e, após uma reclamação sua, o nome de Marie foi adicionado à nomeação. Marie Curie foi a primeira mulher a receber um Prêmio Nobel.
Curie e o marido preferiram não ir a Estocolmo para receber o prêmio pessoalmente; eles estavam ocupados demais com seu trabalho, e Pierre Curie, que não gostava de cerimônias públicas, estava se sentindo cada vez mais doente. Como os laureados com o Nobel eram obrigados a proferir uma palestra, os Curies finalmente empreenderam a viagem em 1905. O dinheiro do prêmio permitiu aos Curies contratar seu primeiro assistente de laboratório. Após o recebimento do Nobel, galvanizada por uma oferta da Universidade de Genebra, que propusera contratar Pierre Curie, a Universidade de Paris ofereceu a ele sua cátedra de física e um cargo de professor titular, embora os Curies ainda não tivessem um laboratório adequado. Com a reclamação de Pierre Curie, a Universidade de Paris cedeu e concordou em fornecer-lhes um novo laboratório, mas que só ficaria pronto até 1906.
Em dezembro de 1904, Curie deu à luz sua segunda filha, Ève. Ela contratou governantas polonesas para ensinar às filhas sua língua nativa, e as enviou ou levou em visitas à Polônia.

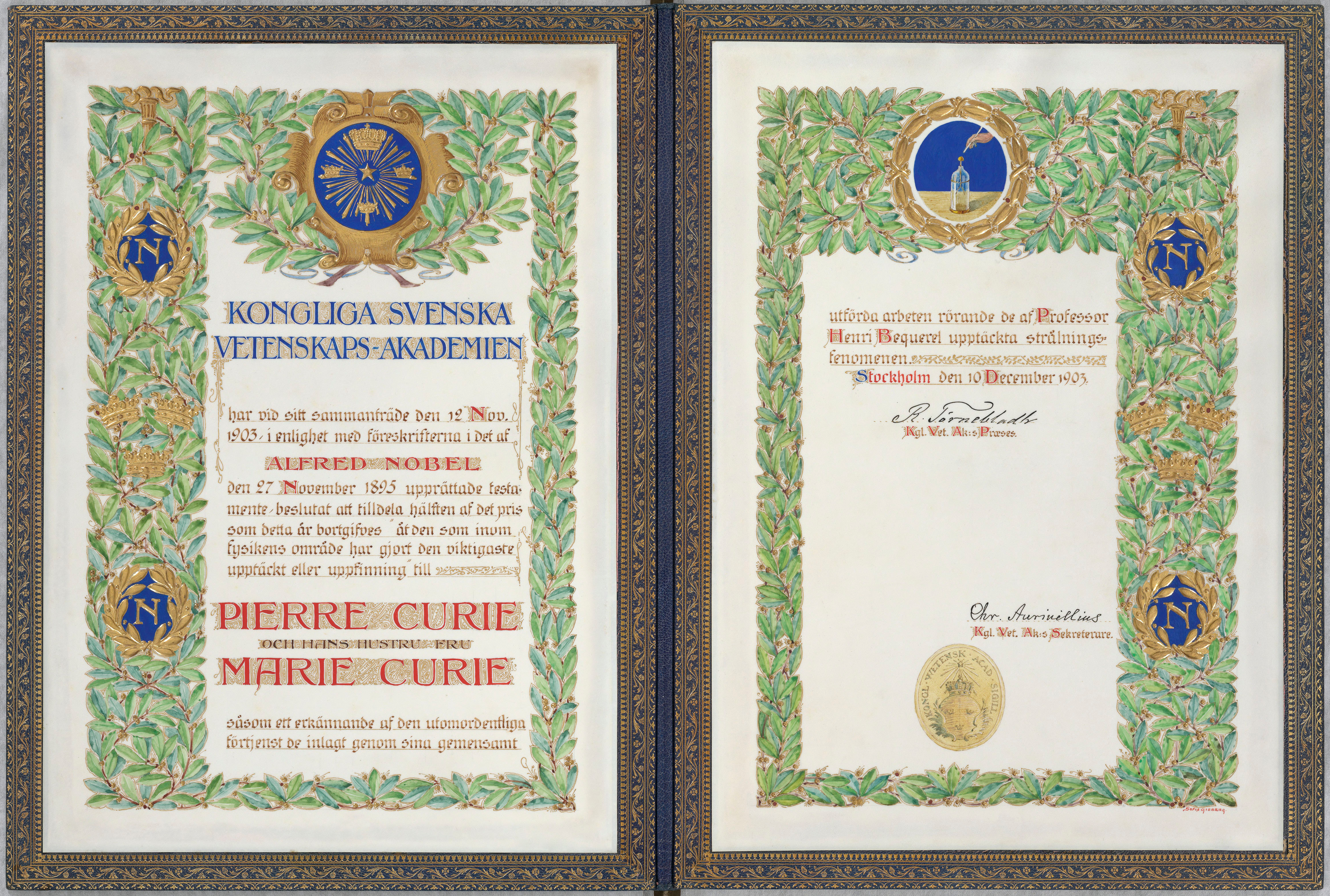
Diploma do Prêmio Nobel de 1903

Em 19 de abril de 1906, Pierre Curie foi morto em um acidente viário. Atravessando a Rue Dauphine sob forte chuva, foi atingido por um veículo puxado por cavalos e caiu sob as rodas, sofrendo uma fratura no crânio. Curie ficou arrasada com a morte do marido. Em 13 de maio de 1906, o departamento de física da Universidade de Paris decidiu reter a cadeira criada para seu falecido marido e ofereceu-a a Marie. Ela aceitou, esperando criar um laboratório de classe mundial como uma homenagem a Pierre. Ela foi a primeira mulher a se tornar professora na Universidade de Paris.
Seu papel de educadora foi significativo. Irène Joliot-Curie afirmou que sua mãe, em parceria com outros cientistas, nessa época também participava de um projeto de ensino nomeado de "cooperativa de ensino", que visava ensinar ciência aos próprios filhos de forma mais prática e experimental. As próprias crianças faziam os experimentos, sempre supervisionadas, buscando sempre instigá-las a terem interesse pelo aprendizado. Jean Baptiste Perrin, Paul Langevin, Marie Henriette Mouton, Henriette Perrin, Alice Chavannes e Jean Magrou são cientistas que a ajudaram nesse projeto. Sua metodologia exaltou a criação de ambientes dinâmicos e ativos de aprendizagem, mas esse trabalho durou apenas dois anos (entre 1907 e 1908).
A busca de Curie para criar um novo laboratório não terminou com a Universidade de Paris, no entanto. Nos últimos anos, chefiou o Instituto do Rádio (Institut du radium, atualmente Instituto Curie, Institut Curie), um laboratório de radioatividade criado para ela pelo Instituto Pasteur e pela Universidade de Paris. A iniciativa para a criação do Instituto do Rádio veio em 1909, de Pierre Paul Émile Roux, diretor do Instituto Pasteur, que ficara desapontado em ver que a Universidade de Paris não fornecera um laboratório adequado a Curie e sugerira que ela se mudasse para o Instituto Pasteur. Somente então, com a ameaça de saída de Curie, a Universidade de Paris cedeu. O Pavilhão Curie se tornou uma iniciativa conjunta da Universidade de Paris e do Instituto Pasteur.

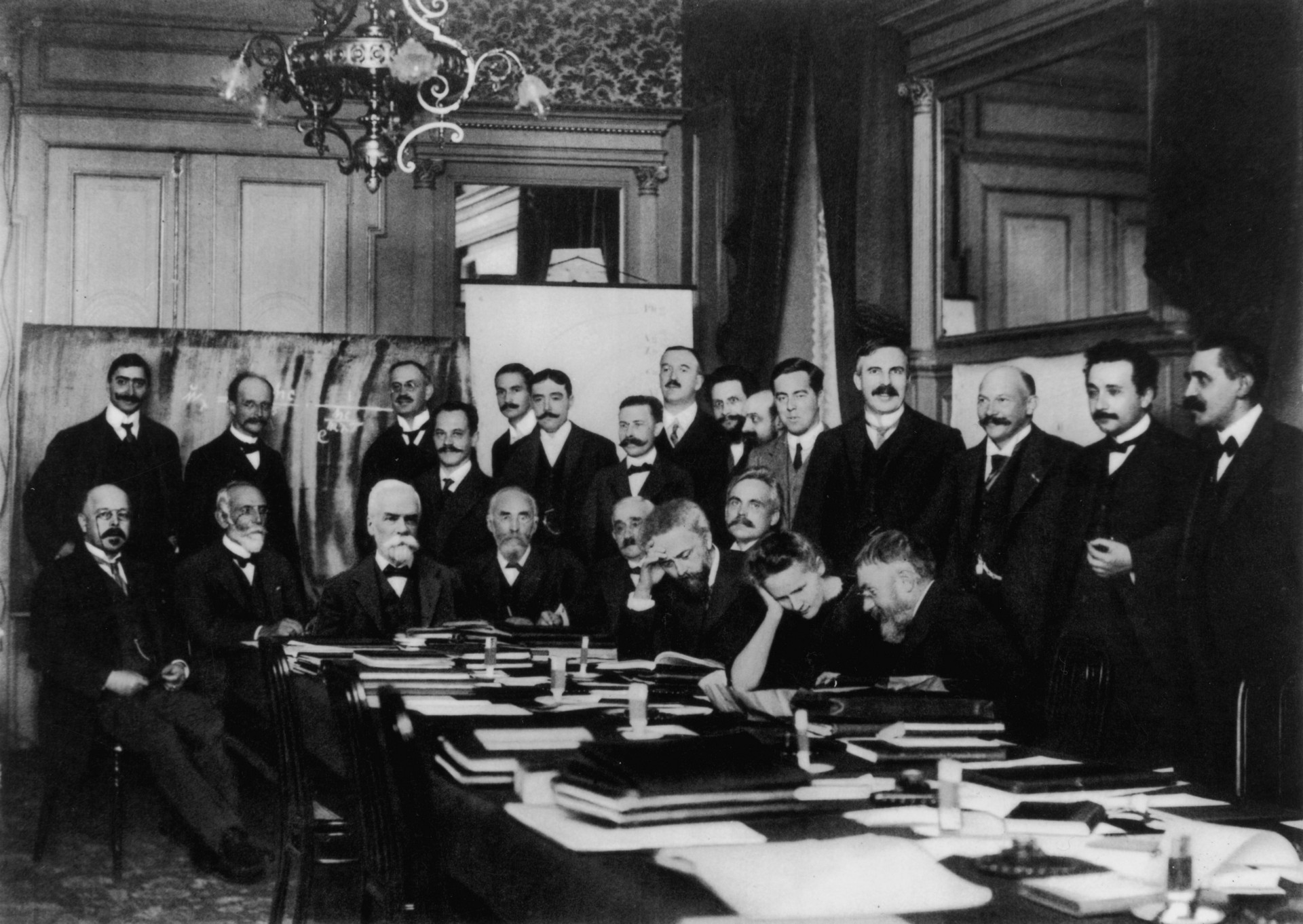
Na Primeira Conferência Solvay (1911), Curie (sentada, segundo da direita) conversa com Henri Poincaré; em pé, quarto da direita, está Rutherford; segundo da direita, Einstein; na extrema direita, Paul Langevin

Em 1910, Curie conseguiu isolar o rádio; ela também definiu um padrão internacional para emissões radioativas que acabou sendo nomeado em homenagem a ela e a Pierre: o curie. No entanto, em 1911, a Academia Francesa de Ciências falhou, por um ou dois votos, em elegê-la como membro. Em vez disso, foi eleito Édouard Branly, um inventor que havia ajudado Guglielmo Marconi a desenvolver o telégrafo sem fio.
Apesar da fama de Curie como cientista que trabalhava para a França, a atitude do público tendia à xenofobia – a mesma que levou ao Caso Dreyfus – e também alimentou falsas especulações de que Curie era judia. Durante as eleições da Academia Francesa de Ciências, ela foi difamada pela imprensa de direita como estrangeira e ateia. Mais tarde, sua filha comentou a hipocrisia da imprensa francesa, ao retratar Curie como uma estrangeira indigna quando fora nomeada para uma honra francesa, mas como uma "heroína francesa" quando recebera honras como os seus prêmios Nobel.
Em 1911, foi revelado que Curie estava envolvida em um caso de um ano com o físico Paul Langevin, um ex-aluno de Pierre Curie, um homem casado que se separou de sua esposa. Isto resultou em um escândalo de imprensa que foi explorado por seus oponentes acadêmicos. Curie (então com 40 e poucos anos) era cinco anos mais velha que Langevin e foi deturpada nos tabloides como uma judia estrangeira destruidora de lares. Quando o escândalo estourou, ela estava ausente em uma conferência na Bélgica; ao voltar, encontrou uma multidão enfurecida em frente à sua casa e teve que procurar refúgio, com as filhas, na casa de sua amiga Camille Marbo.

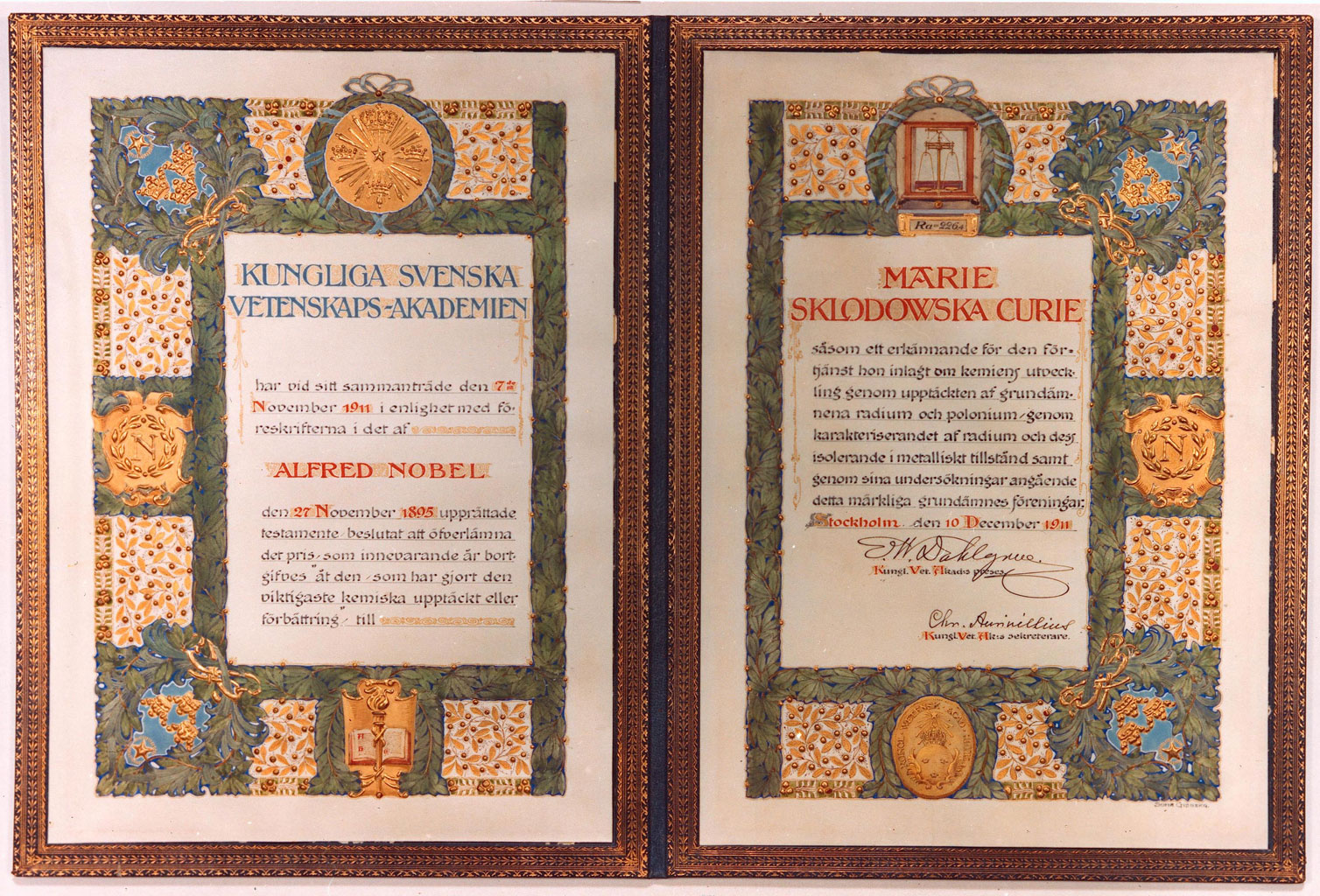
Diploma do Prêmio Nobel de 1911

O reconhecimento internacional por seu trabalho tinha crescido a novos patamares e a Real Academia Sueca de Ciências, superando a oposição provocada pelo escândalo Langevin, a homenageou uma segunda vez, com o Prêmio Nobel de Química de 1911. Este prêmio foi "em reconhecimento por seus serviços ao avanço da química, por meio da descoberta dos elementos rádio e polônio, do isolamento do rádio e do estudo da natureza e dos compostos desse elemento notável". Ela foi a primeira pessoa a ganhar dois prêmios Nobel e, ao lado de Linus Pauling, é a única ganhadora do Nobel em dois campos de premiação distintos. Uma delegação de célebres intelectuais poloneses, liderada pelo romancista Henryk Sienkiewicz, incentivou-a a voltar à Polônia e continuar sua pesquisa em seu país natal. O segundo Prêmio Nobel de Curie permitiu que ela convencesse o governo francês a apoiar o Instituto do Rádio, construído em 1914, onde eram realizadas pesquisas em química, física e medicina. Um mês depois de aceitar o Prêmio Nobel de 1911, ela foi hospitalizada com depressão e uma doença nos rins. Durante a maior parte de 1912, ela evitou a vida pública, mas passou algum tempo na Inglaterra com sua amiga e colega também física, Hertha Ayrton. Ela voltou ao laboratório apenas em dezembro, após um intervalo de cerca de 14 meses.
Em 1912, a Sociedade Científica de Varsóvia ofereceu-lhe a direção de um novo laboratório em Varsóvia, mas ela recusou, concentrando-se no Instituto do Rádio, em desenvolvimento e que seria concluído em agosto de 1914, e em uma nova rua, chamada Rue Pierre-Curie. Ela foi nomeada diretora do Laboratório Curie no Instituto do Rádio da Universidade de Paris, fundado em 1914. Ela visitou a Polônia em 1913 e foi acolhida em Varsóvia, mas a visita foi quase totalmente ignorada pelas autoridades russas. O desenvolvimento do Instituto foi interrompido pela guerra que se aproximava, à medida que a maioria dos pesquisadores foi convocada para o Exército Francês e retomou suas atividades em 1919.

### Primeira Guerra Mundial
Durante a Primeira Guerra Mundial, Curie reconheceu que os soldados feridos eram mais bem socorridos quando eram operados o mais rapidamente possível. Ela viu a necessidade de centros radiológicos de campo perto das linhas de frente para ajudar os cirurgiões do campo de batalha.

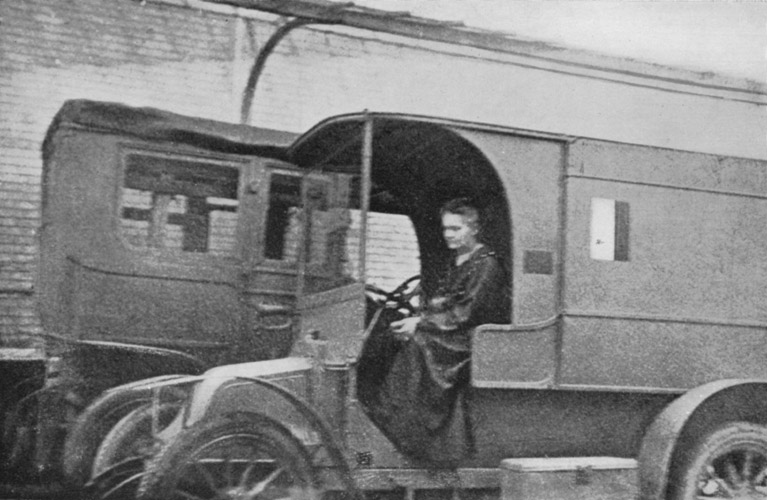
Curie em um veículo móvel de raios X c. 1915

Após um rápido estudo de radiologia, anatomia e mecânica automotiva, ela adquiriu equipamentos de raios-X, veículos, geradores auxiliares e desenvolveu unidades móveis de radiografia, que passaram a ser popularmente conhecidas como petites Curies ("Little Curies"). Ela se tornou diretora do Serviço de Radiologia da Cruz Vermelha e criou o primeiro centro militar de radiologia da França, operacional no final de 1914. Assistida inicialmente por um médico militar e sua filha de 17 anos, Irène, Curie dirigiu a instalação de 20 veículos radiológicos móveis e outras 200 unidades radiológicas em hospitais de campanha no primeiro ano da guerra. Mais tarde, ela começou a treinar outras mulheres como auxiliares.
Em 1915, Curie produziu agulhas ocas contendo "emanação de rádio", um gás radioativo incolor emitido pelo rádio, posteriormente identificado como rádon, para ser usado na esterilização de tecidos infectados. Ela forneceu o rádio a partir de seu próprio suprimento de um grama. Estima-se que mais de um milhão de soldados feridos foram tratados com suas unidades de raio-X. Ocupada com este trabalho, ela realizou muito pouca pesquisa científica durante esse período. Apesar de todas as suas contribuições humanitárias ao esforço de guerra francês, Curie nunca recebeu nenhum reconhecimento formal do governo francês por tais atos.
Além disso, logo após o início da guerra, ela tentou doar suas medalhas de ouro do Prêmio Nobel ao esforço de guerra, mas o Banco Nacional Francês recusou-se a aceitá-las. Ela comprou títulos de guerra, usando o dinheiro do Nobel. Ela disse:

Vou desistir do pouco ouro que possuo. Acrescentarei a isso as medalhas científicas, que são bastante inúteis para mim. Há outra coisa: por pura preguiça, havia permitido que o dinheiro para o meu segundo Prêmio Nobel permanecesse em Estocolmo em coroas suecas. Esta é a parte principal do que possuímos. Gostaria de trazê-lo de volta aqui e investi-lo em empréstimos de guerra. O Estado precisa disso. Só que não tenho ilusões: esse dinheiro provavelmente será perdido.
Ela também era membro ativa de comitês da Polônia na França dedicados à causa polonesa. Após a guerra, ela resumiu suas experiências de guerra em um livro, Radiologia na Guerra (1919).

### Anos do pós-guerra
Em 1920, pelo 25º aniversário da descoberta do rádio, o governo francês ofereceu-lhe uma bolsa, sendo que quem recebia tal benefício anteriormente era Louis Pasteur (1822-1895). Em 1921, ela foi muito bem-vinda quando visitou os Estados Unidos para arrecadar fundos para pesquisas em rádio. A sra. William Brown Meloney, depois de entrevistar Curie, criou o Marie Curie Radium Fund e levantou dinheiro para comprar rádio, divulgando sua viagem.

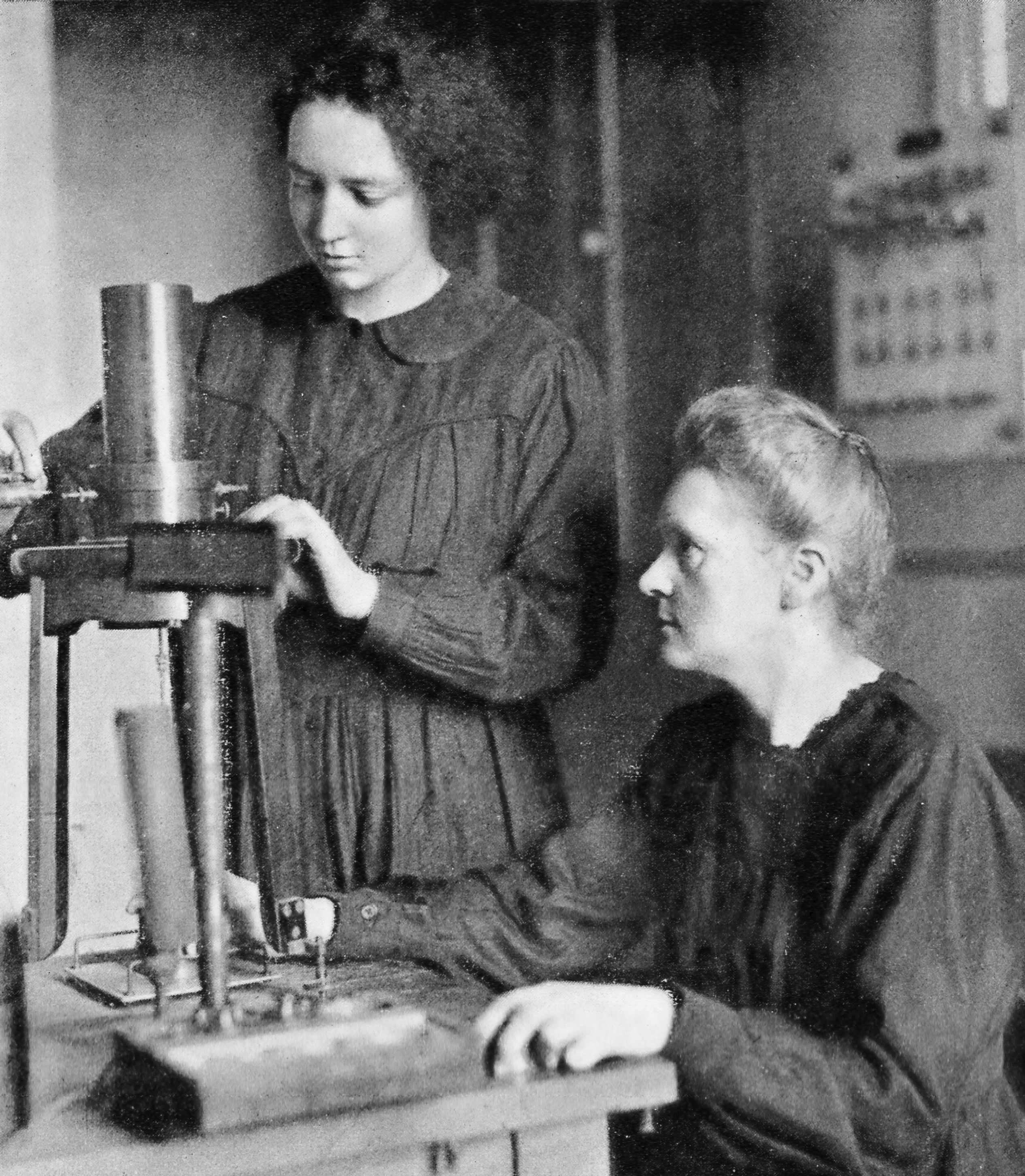
Marie e a filha Irène, 1925

Em 1921, o presidente estadunidense Warren G. Harding recebeu-a na Casa Branca para apresentar-lhe um grama de rádio coletado nos Estados Unidos, e a primeira-dama elogiou-a como um exemplo de empreendedora profissional que também era uma esposa solidária. Antes da reunião, reconhecendo sua crescente fama no exterior e envergonhado pelo fato de ela não ter distinções oficiais francesas para usar em público, o governo francês ofereceu-lhe um prêmio da Legião de Honra, que ela recusou. Em 1922, tornou-se membro da Academia Francesa de Medicina. Ela também viajou para outros países, aparecendo publicamente e dando palestras na Bélgica, Brasil, Espanha e Tchecoslováquia.
Liderado por Curie, o Instituto produziu mais quatro ganhadores do Prêmio Nobel, incluindo sua filha, Irène Joliot-Curie, e seu genro, Frédéric Joliot-Curie. Posteriormente, a instituição tornou-se um dos quatro principais laboratórios de pesquisa em radioatividade do mundo, sendo os outros o Cavendish Laboratory, com Ernest Rutherford; o Institute for Radium Research, Vienna, com Stefan Meyer; e o Instituto Kaiser Wilhelm de Química, com Otto Hahn e Lise Meitner.
Em agosto de 1922, Marie Curie tornou-se membro do recém-criado Comitê Internacional de Cooperação Intelectual da Liga das Nações. Ela esteve no Comitê até 1934 e contribuiu para a coordenação científica da Liga das Nações com outros pesquisadores de destaque, como Albert Einstein, Hendrik Lorentz e Henri Bergson. Em 1923, ela escreveu uma biografia de seu falecido marido, intitulada Pierre Curie. Em 1925, ela visitou a Polônia para participar de uma cerimônia lançando as bases do Instituto do Rádio de Varsóvia. Sua segunda turnê estadunidense, em 1929, conseguiu equipar o Instituto de Rádio de Varsóvia; o Instituto foi inaugurado em 1932, com sua irmã Bronisława como diretora. Essas distrações de seus trabalhos científicos e a publicidade resultante causaram-lhe muito desconforto, mas forneceram recursos para seu trabalho. Em 1930, foi eleita para o Comitê Internacional de Pesos Atômicos, no qual serviu até sua morte. Em 1931, Curie recebeu o Prêmio Cameron de Terapêutica da Universidade de Edimburgo.

### Morte

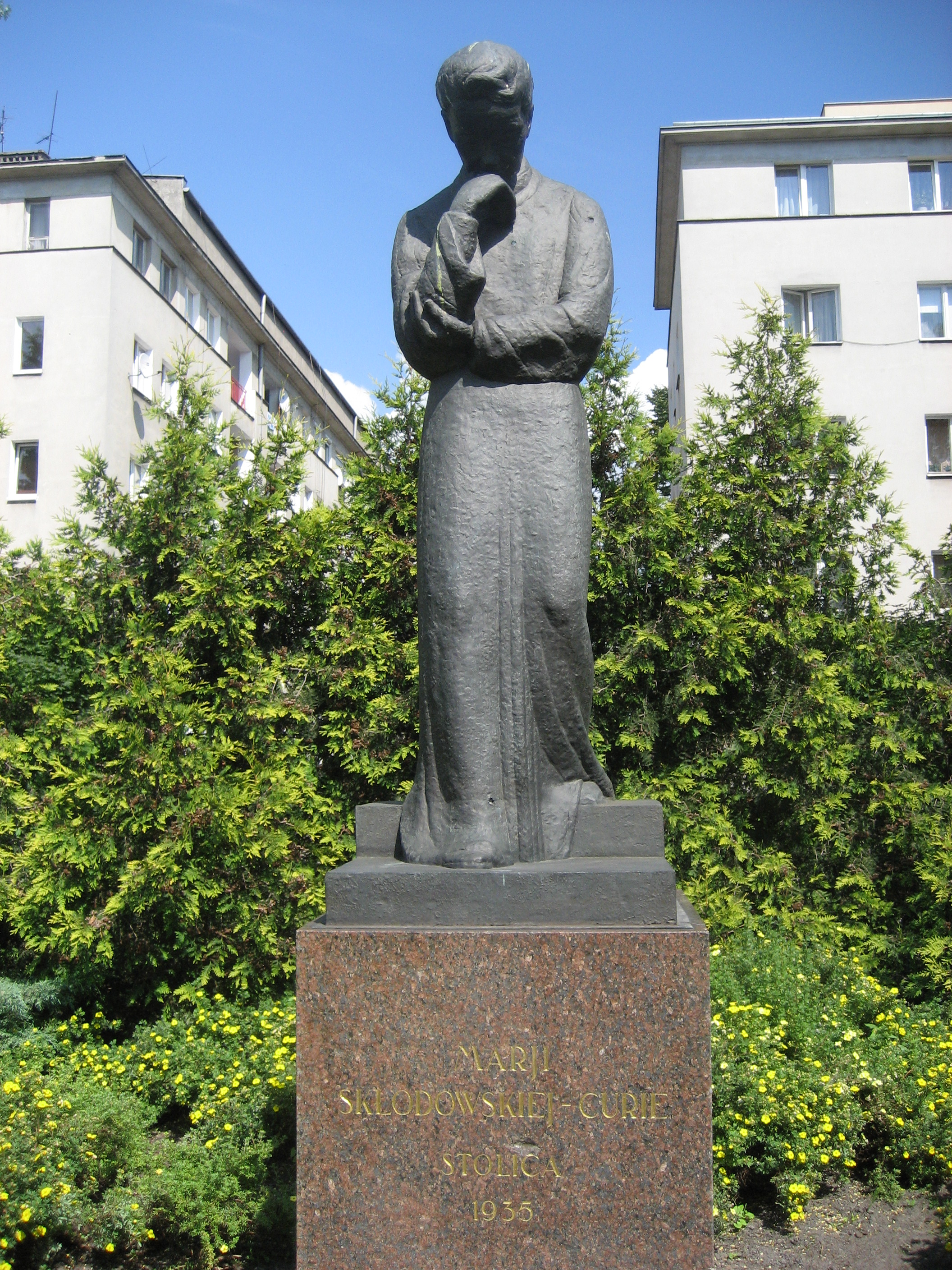
Estátua de Curie feita em 1935, de frente para o Instituto do Rádio de Varsóvia

Curie visitou a Polônia pela última vez no início de 1934. Poucos meses depois, em 4 de julho de 1934, ela morreu no sanatório de Sancellemoz em Passy, Alta Saboia, por anemia aplástica que se acredita ter sido contraída por sua exposição prolongada à radiação.
Os efeitos nocivos da radiação ionizante não eram conhecidos na época de seu trabalho, que haviam sido realizados sem as medidas de segurança desenvolvidas posteriormente. Ela carregava tubos de ensaio contendo isótopos radioativos no bolso e os guardava na gaveta da mesa, observando a fraca luz que as substâncias emitiam no escuro. Curie também foi exposta a raios-X de equipamentos não blindados enquanto servia como radiologista em hospitais de campanha durante a guerra. Embora suas décadas de exposição à radiação tenham causado doenças crônicas (incluindo uma quase cegueira devido a uma catarata) e, finalmente, sua morte, ela nunca reconheceu realmente os riscos à saúde da exposição à radiação.
Ela foi enterrada no cemitério de Sceaux, ao lado de seu marido Pierre. Sessenta anos depois, em 1995, em homenagem a suas realizações, os restos de ambos foram transferidos para o Panteão de Paris. Seus restos mortais foram lacrados com um forro de chumbo por causa da radioatividade. Ela se tornou a primeira mulher a ser homenageada com enterro no Panteão por seus próprios méritos. Por causa de seus níveis de contaminação radioativa, seus trabalhos realizados na década de 1890 são considerados muito perigosos para serem manuseados. Até o livro de receitas dela é altamente radioativo Seus trabalhos são mantidos em caixas forradas de chumbo e aqueles que desejam consultá-los devem usar roupas de proteção. Em seu último ano, ela trabalhou em um livro, Radioatividade, que foi publicado postumamente em 1935.

## Legado

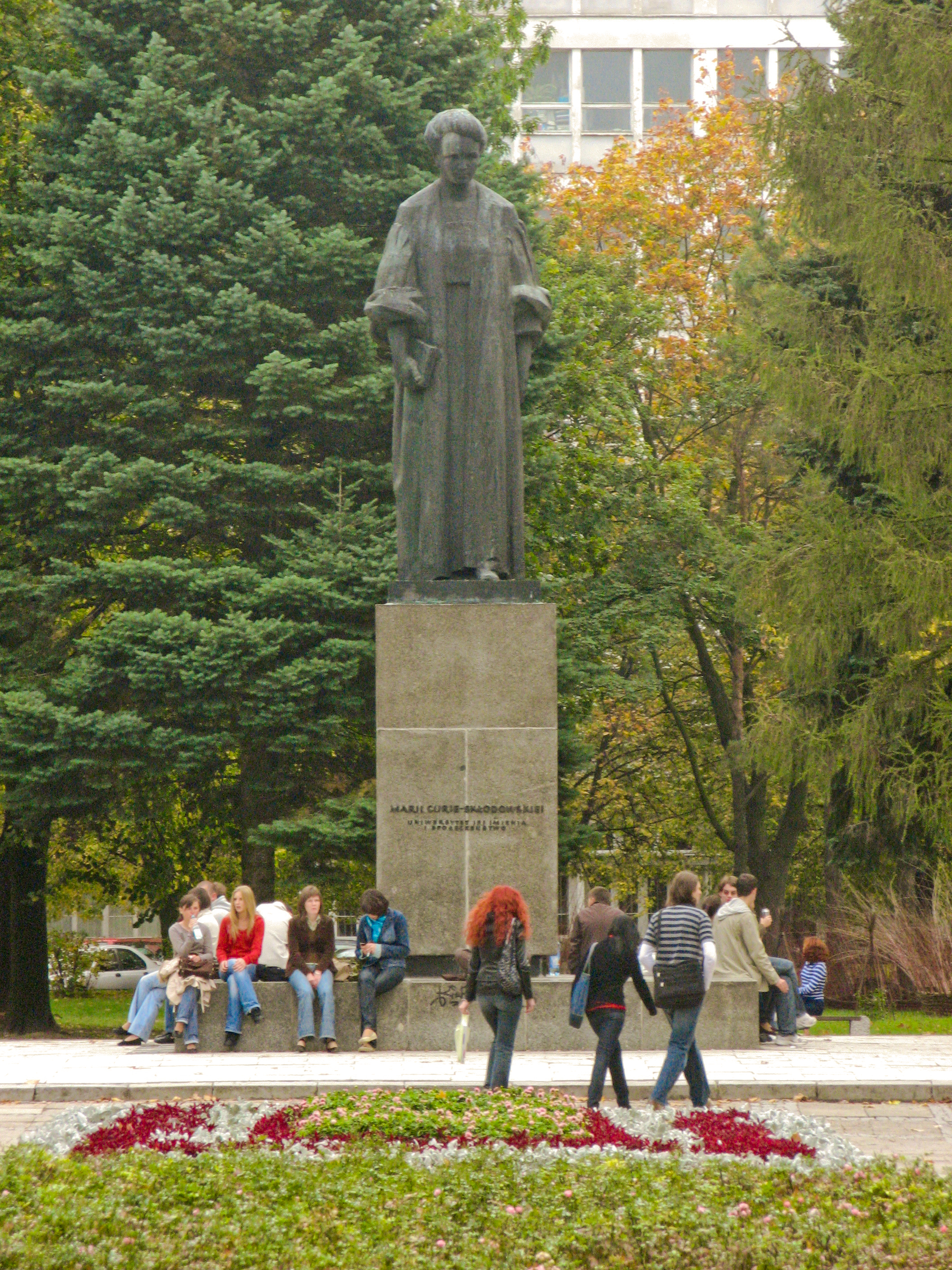
Monumento Marie Curie em Lublin

Os aspectos físicos e sociais do trabalho dos Curies contribuíram para moldar o mundo dos séculos XX e XXI. O professor da Universidade Cornell L. Pearce Williams observa:
O resultado do trabalho dos Curie marcou época. A radioatividade do rádio era tão grande que não podia ser ignorada. Parecia contradizer o princípio da conservação de energia e, portanto, forçou uma reconsideração dos fundamentos da física. No nível experimental, a descoberta do rádio forneceu a homens como Ernest Rutherford fontes de radioatividade com as quais eles puderam sondar a estrutura do átomo. Como resultado dos experimentos de Rutherford com radiação alfa, o átomo nuclear foi postulado pela primeira vez. Na medicina, a radioatividade do rádio parecia oferecer um meio pelo qual o câncer poderia ser atacado com sucesso.
Se o trabalho de Curie ajudou a derrubar ideias estabelecidas na física e na química, teve um efeito igualmente profundo na esfera social. Para alcançar suas conquistas científicas, ela teve que superar barreiras, tanto em seu país natal quanto em seu país de adoção, que foram colocadas em seu caminho apenas por ser mulher. Esse aspecto de sua vida e carreira é destacado em Marie Curie: A Life, de Françoise Giroud, que enfatiza o papel de Curie como precursora feminista.
Ela era conhecida por sua honestidade e estilo de vida moderado. Tendo recebido uma pequena bolsa de estudos em 1893, ela a devolveu em 1897, assim que começou a ganhar dinheiro. Ela deu grande parte do dinheiro que recebeu em seu primeiro Nobel a amigos, familiares, estudantes e pesquisadores. Em uma decisão incomum, Curie evitou intencionalmente patentear o processo de isolamento de rádio para que a comunidade científica pudesse fazer pesquisas sem impedimentos. Ela insistiu que presentes e prêmios monetários fossem dados às instituições científicas às quais ela era afiliada e não a ela. Ela e o marido frequentemente recusavam prêmios e medalhas. Albert Einstein teria declarado que ela era provavelmente a única pessoa que não poderia ser corrompida pela fama.

## Honrarias

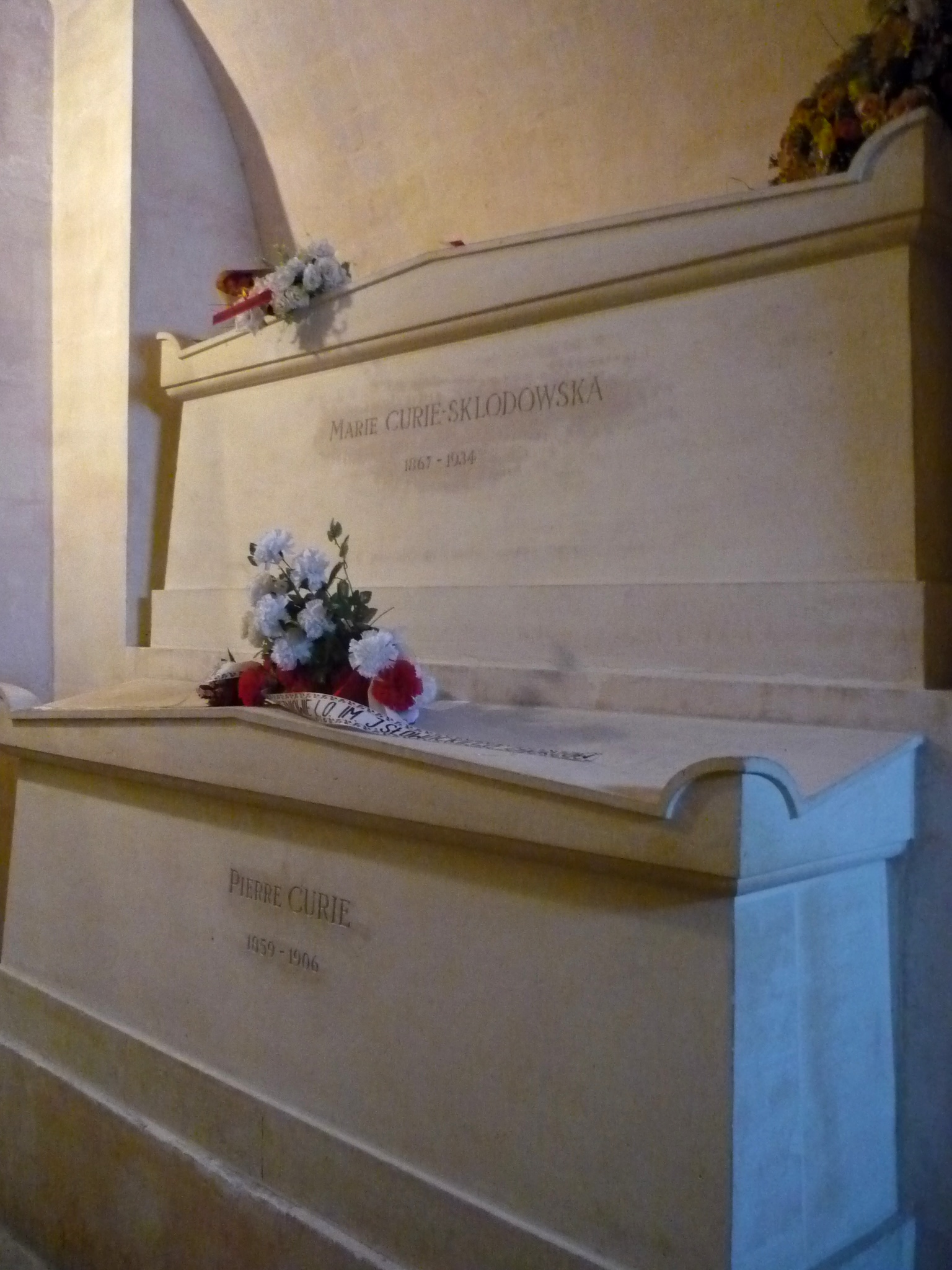
Túmulo de Pierre e Marie Curie no Panteão de Paris, 2011

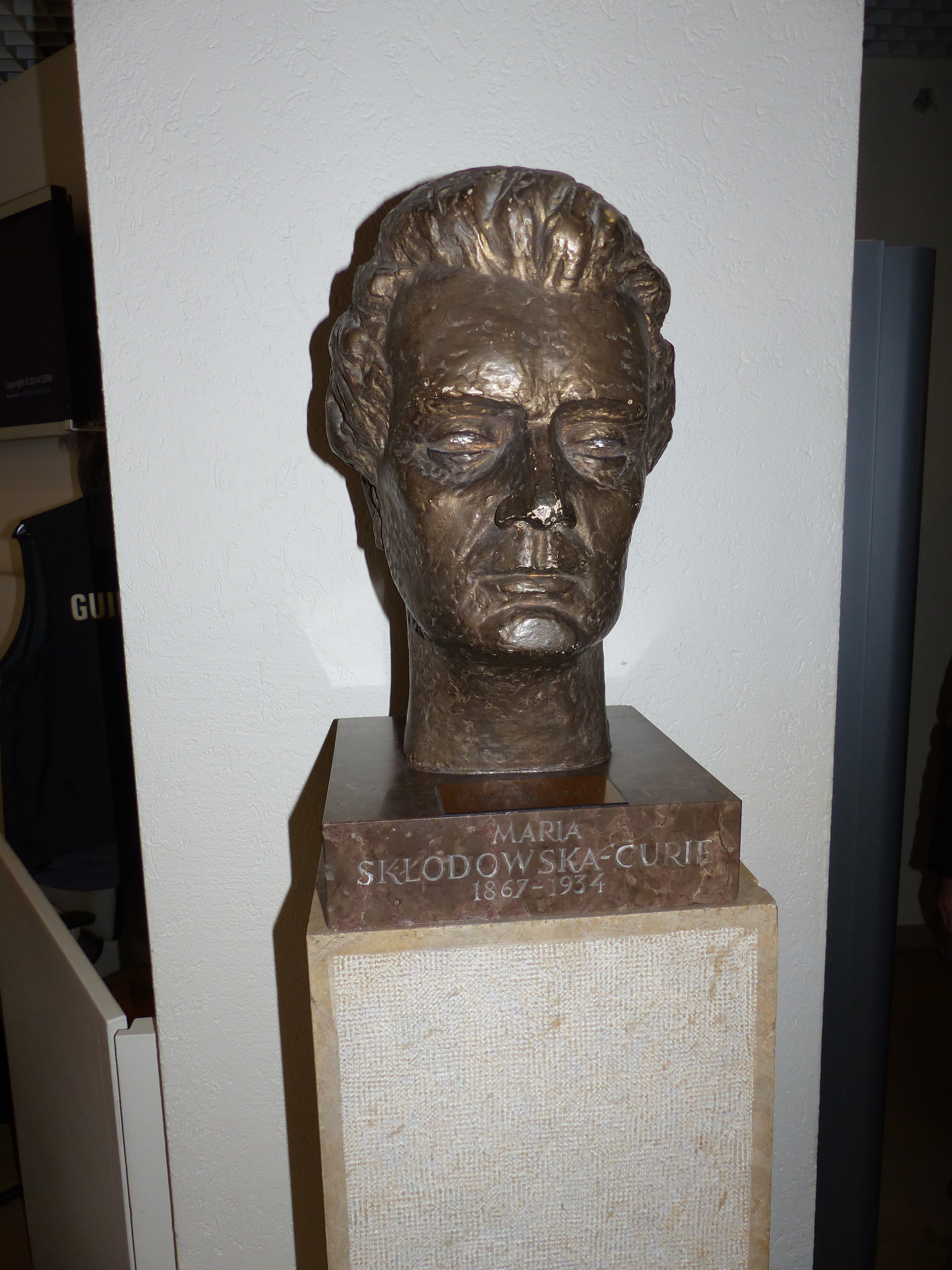
Busto de "Maria Skłodowska-Curie", Museu CERN, Suíça, 2015

Como uma das mais famosas cientistas de sua época, Marie Curie se tornou um ícone no mundo científico e recebeu homenagens de todo o mundo, mesmo no campo da cultura pop. Em uma pesquisa de 2009 realizada pela New Scientist, ela foi eleita a "mulher mais inspiradora da ciência". Curie recebeu 25,1% de todos os votos expressos, quase o dobro do segundo colocado Rosalind Franklin (14,2%).
A Polônia e a França declararam 2011 o Ano de Marie Curie e as Nações Unidas declararam que este seria o Ano Internacional da Química. Uma instalação artística comemorando "Madame Curie" encheu a Galeria Jacobs no Museu de Arte Contemporânea de San Diego, nos Estados Unidos. Em 7 de novembro, o Google comemorou o aniversário de seu nascimento com um Doodle especial. Em 10 de dezembro, a Academia de Ciências de Nova York comemorou o centenário do segundo Prêmio Nobel de Marie Curie na presença da princesa Madeleine da Suécia.
Marie Curie foi a primeira mulher a ganhar um Prêmio Nobel, a primeira pessoa a ganhar dois prêmios Nobel, a única mulher a ganhar em dois campos e a única pessoa a ganhar em várias ciências. Os prêmios que ela recebeu incluem:
- Prêmio Nobel de Física (1903, com seu marido Pierre Curie e Henri Becquerel);[15]
- Medalha Davy (1903, com Pierre);[61][88]
- Medalha Matteucci (1904, com Pierre);[88]
- Prêmio Actoniano (1907);[89]
- Medalha Elliott Cresson (1909);[90]
- Prêmio Nobel de Química (1911);[10]
- Medalha Franklin da Sociedade Filosófica Americana (1921).[91]

A publicação de Marie Curie, em 1898, com o marido e o colaborador Gustave Bémont de sua descoberta dos elementos rádio e polônio foi homenageada por um prêmio da Divisão de História da Química da American Chemical Society apresentado à ESPCI Paris em 2015.
Em 1995, ela se tornou a primeira mulher a ser sepultada por seus próprios méritos no Panteão de Paris. O curie (símbolo Ci), uma unidade de radioatividade, é nomeada em homenagem a ela e Pierre Curie (embora a comissão que concordou com o nome nunca tenha declarado claramente se o padrão foi nomeado após Pierre, Marie ou ambos). O elemento com número atômico 96 foi denominado cúrio. Três minerais radioativos também receberam o nome dos Curie: curite, sklodowskite e cuprosklodowskite. Ela recebeu vários títulos honorários de universidades em todo o mundo. O programa de bolsas Marie Skłodowska-Curie Actions da União Europeia para jovens cientistas que desejam trabalhar em um país estrangeiro leva o seu nome. Na Polónia, recebeu doutoramentos honoris causa da Politécnica de Lwów (1912), da Universidade de Poznań (1922), da Universidade Jagiellonian de Cracóvia (1924) e da Politécnica de Varsóvia (1926).
Em 1920, ela se tornou a primeira mulher a ser membro da Real Academia Dinamarquesa de Ciências. Em 1921, nos Estados Unidos, ela foi premiada como membro da sociedade de mulheres cientistas Iota Sigma Pi. Em 1924, ela se tornou membro honorário da Sociedade Química Polonesa. e em 1921 ganhou o Prêmio Willard Gibbs.
Seu nome está incluído no Monumento da Radiologia, erguido em Hamburgo, Alemanha, em 1936.
Vários locais ao redor do mundo recebem o nome dela. Em 2007, uma estação de metrô em Paris foi renomeada para homenagear os dois Curie. O reator polonês de pesquisa nuclear Maria recebeu o nome dela. O asteroide 7000 Curie também recebeu o nome da cientista. Um KLM McDonnell Douglas MD-11 (registro PH-KCC) é nomeado em sua homenagem.
Várias instituições levam seu nome, começando pelos dois institutos Curie: o Instituto de Oncologia Maria Skłodowska-Curie, em Varsóvia, e o Institut Curie, em Paris. Ela é a padroeira da Universidade Maria Curie-Skłodowska, em Lublin, fundada em 1944; e da Universidade Pierre e Marie Curie (Paris VI), a principal universidade de ciências da França. Na Grã-Bretanha, o Marie Curie Cancer Care foi organizado em 1948 para cuidar dos doentes terminais.
Dois museus são dedicados a Marie Curie. Em 1967, o Museu Maria Skłodowska-Curie foi fundado na "Cidade Nova" de Varsóvia, em seu local de nascimento na ulica Freta (Rua Freta). Seu laboratório em Paris é preservado como o Museu Curie, aberto desde 1992.
Várias obras de arte também foram feitas em sua homenagem. Em 1935, Michalina Mościcka, esposa do presidente polonês Ignacy Mościcki, revelou uma estátua de Marie Curie diante do Instituto do Rádio de Varsóvia. Durante o levante de Varsóvia na Segunda Guerra Mundial em 1944 contra a ocupação nazista alemã, o monumento foi danificado por tiros; após a guerra, foi decidido deixar as marcas de bala na estátua e seu pedestal. Em 1955, Jozef Mazur criou um painel de vitrais dela, o Medalhão Maria Skłodowska-Curie, apresentado no Salão Polonês da Universidade da Buffalo.
Uma série de biografias são dedicadas a ela. Em 1938, sua filha, Ève Curie, publicou Madame Curie. Em 1987, Françoise Giroud escreveu Marie Curie: A Life. Em 2005, Barbara Goldsmith escreveu Obsessive Genius: The Inner World of Marie Curie. Em 2011, Lauren Redniss publicou Radioactive: Marie e Pierre Curie, um Conto de Amor e precipitação.
Marie Curie foi tema de vários filmes biográficos:
- Greer Garson e Walter Pidgeon estrelaram o filme indicado ao Oscar de 1943, Madame Curie, com base em sua vida;
- Em 1997, foi lançado um filme francês sobre Pierre e Marie Curie, Les Palmes de M. Schutz. Foi adaptado de uma peça de mesmo nome. No filme, Marie Curie foi interpretada por Isabelle Huppert;[110]
- Marie Curie: The Courage of Knowledge foi produzido internacionalmente na Europa e lançada em 2016;
- Radioactive foi lançado em 2019.

Curie é o tema da peça Falsas Suposições, de 2013, de Lawrence Aronovitch, na qual os fantasmas de outras três mulheres cientistas observam eventos em sua vida. Curie também foi interpretada por Susan Marie Frontczak em sua peça Manya: The Living History of Marie Curie, um programa de uma mulher realizado em 30 estados dos EUA e nove países, até 2014.
A semelhança de Curie também apareceu em notas, selos e moedas em todo o mundo. Ela foi destaque na nota de 20 000 złotys da Polônia e no último bilhete de 500 francos franceses, antes de o franco ser substituído pelo euro. Selos postais representando Curie foram feitos no Mali, República do Togo, Zâmbia e República da Guiné realmente mostram uma foto de Susan Marie Frontczak retratando Curie em uma foto de 2001 por Paul Schroeder.
Também em 2011, uma nova ponte de Varsóvia sobre o rio Vístula foi nomeada em sua homenagem.
Em janeiro de 2020, a Satellogic, uma empresa de análise e imagem de observação da Terra de alta resolução, lançou um microssatélite do tipo ÑuSat que foi nomeado em homenagem a Marie Curie.